# Конхобар Уа Бриайн
Конхобар Уа Бриайн (Conchobar I; умер в 1142) — король Томонда (1118—1142), Мунстера (1138—1142) и Дублина (1141—1142), сын Диармайта Уа Бриайна (ум. 1118), короля Мунстера (1086, 1114—1115, 1116—1118), внук короля Мунстера и верховного короля Ирландии Тойрделбаха Уа Бриайна из династии О’Брайенов.

## Биография
В 1118 году после смерти своего отца Конхобар Уа Бриайн стал первым королём Томонда, который выделился из состава королевства Мунстер.
В 1138 году после смерти Кормака Маккарти, короля Десмонда и Мунстера, Конхобар стал королём Мунстера.
Согласно Анналам четырёх мастеров, в 1141 году Конхобар Уа Бриайн получил королевский престол в Дублине. Он скончался в следующем году. 